# Jurgen Ceder
Jurgen Ceder (Aalst, 11 juni 1963) is een voormalig Belgisch politicus.

## Levensloop en politieke carrière
Jurgen Ceder volgde de humaniora bij de jezuïeten in het Sint-Jozefscollege te Aalst en werd daarna in 1987 licentiaat in de rechten aan de Katholieke Universiteit Leuven. Hij begon zijn beroepsloopbaan als ambtenaar.
Hij kwam in aanraking met de Vlaamse Beweging via zijn kortstondige lidmaatschap van het Vlaams Nationaal Jeugdverbond (VNJ). Vanaf 1978 was Ceder actief bij de Vlaamse Radikale Jongeren en in het Taal Aktie Komitee. Tijdens zijn studententijd was hij als bestuurslid actief in de Nationalistische Studentenvereniging (NSV), waarvan hij in Leuven twee jaar preses was, in 1983-1984 en 1985-1986. Van 1982 tot 1983 was hij verbondswacht, van 1984 tot 1985 was hij vicepreses en van 1986 tot 1987 secretaris van het Leuvense NSV en tevens publiceerde hij in het NSV-tijdschrift Branding. 
Hij werd er van beschuldigd om tijdens een bezetting van het kunstencentrum STUK in maart 1984 - waarbij onder andere ook Filip Dewinter betrokken was - een student een beenbreuk te hebben getrapt en hem knock-out te hebben geslagen. Onder de getuigen was onder andere professor Paul Van de Meerssche, andere getuigenissen spraken dit echter tegen. Ceder werd voor de ten laste gelegde feiten destijds tweemaal vrijgesproken. Hierop volgend diende Ceder klacht in tegen de professor en De Morgen.

### Vlaams Blok/Vlaams Belang
In 1985 werd Ceder politiek actief voor het radicaal-rechtse Vlaams Blok. In 1987 was hij medeoprichter van de Vlaams Blok Jongeren, waarvan hij van 1987 tot 1991 nationaal bestuurslid was. Tevens was hij van 1988 tot 2011 lid van de partijraad en van 1989 tot 2011 lid van het partijbestuur van het Vlaams Blok, dat vanaf 2004 Vlaams Belang heette. Van 1993 tot 1995 was hij verantwoordelijke voor de mediacel van de partij en van 1995 tot 2011 was hij het hoofd van de juridische dienst. Van 1992 tot 1993 was hij tevens fractiesecretaris van de Vlaams Blok-fractie in de Vlaamse Raad.
Hij zetelde van mei 1995 tot mei 2014 in de Senaat voor het Vlaams Belang, sinds juli 2011 als onafhankelijke. Ceder nam zitting in de commissies Buitenlandse Betrekkingen en Landsverdediging (1995-2011), Justitie (2003-2007) en Sociale Aangelegenheden (2007-2011). Van 8 juli 2004 tot 7 oktober 2007 was hij ondervoorzitter van de Senaat. Van november 2009 tot juli 2011 was hij fractieleider in de Senaat. Hij werd opgevolgd in deze functie door Anke Van dermeersch. Ceder was tevens gemeenteraadslid in Dilbeek van 2000 tot en met 2012. 
In juli 2011 nam hij ontslag uit Vlaams Belang, net als oud-partijvoorzitter Frank Vanhecke. Ceder kon zich niet verzoenen met de strategieën van de partijtop gedomineerd door de radicalere strekking rond Filip Dewinter en Gerolf Annemans, die volgens hem beleidsdeelname in de weg stonden en de partij in een isolement hielden.
Ook werd hij vanaf 1998 lid van de Belgische afvaardiging van de Noord Atlantische Vergadering en was hij van 1999 tot 2003 en voor enkele maanden in 2004 plaatsvervangend lid van de Parlementaire Vergadering van Raad van Europa en de Assemblee van de West-Europese Unie.
Als hoofd van de juridische dienst van het voormalige Vlaams Blok verloor hij het racismeproces dat aangespannen was tegen het Vlaams Blok. Hij schaafde als jurist het 70-puntenplan bij, een programmatekst die volgens politieke tegenstanders neerkwam op een etnische zuivering van Vlaanderen, zodat de partij haar financiering niet verloor. Daarnaast verdedigde hij het 70-puntenprogramma in de rechtbank in 2007.
Als senator van het Vlaams Belang diende Ceder een aantal omstreden wetsvoorstellen in:
- op 28 februari 2011 diende hij voorstel van resolutie in om in politiestatistieken ook de etniciteit van vermeende daders op te nemen (zie 70-puntenplan). De tegenstanders van dergelijke wetgeving vreesden voor een stigmatisering van allochtone groepen. De voorstanders ervan wezen erop dat men in Nederland al dergelijke cijfers zou bijhouden. Dit laatste gebeurde alleen in Rotterdam waar men alle gegevens van politie, jeugdzorg en consultatiebureaus koppelde aan personen van wie de etniciteit bekend is.[11]
- Op 4 mei 2011 volgde een wetsvoorstel tot uitwissing van alle gevolgen voor de toekomst van veroordelingen en sancties wegens tijdens de Tweede Wereldoorlog gestelde vermeende daden van incivisme en tot oprichting van een commissie belast met de schadeloosstelling van de door de naoorlogse repressie getroffen personen of hun nabestaanden voor de ten gevolge van deze veroordelingen en sancties geleden financiële schade.[12] Dit wetsvoorstel werd, in tegenstelling tot eerdere gelijkaardige voorstellen van het Vlaams Belang, door de Senaat in overweging genomen. Sp.a, CD&V, N-VA en Open Vld steunden de inoverwegingneming van het wetsvoorstel. Groen en alle Franstalige partijen stemden tegen de inoverwegingneming. Bart Tommelein (Open Vld) stelde dat de inoverwegingneming niet wilde zeggen dat men het eens was met de inhoud, maar dat er over elk voorstel moest kunnen gediscussieerd worden. De senatoren Philippe Mahoux (PS) en Françis Delpérée (cdH) namen aanstoot aan de omschrijving "vermeende feiten van incivisme".[13] Het wetsvoorstel werd uiteindelijk verworpen.
- Op 25 januari 2012 diende hij een voorstel van resolutie in om de grenzen te sluiten voor alle niet-Europese asielzoekers (zie 70-puntenplan).[14]

Sinds 2012 is hij vast medewerker bij het Vlaamsgezinde satirische weekblad 't Pallieterke.

### Open Vld
Volgens sommige bronnen polste de Open Vld van Dilbeek Jurgen Ceder informeel om op hun lijst voor te komen bij de gemeenteraadsverkiezingen van oktober 2012. Open Vld ontkende dit echter.

### N-VA
In juli 2012 sloot Ceder zich aan bij de N-VA. Voor de gemeenteraadsverkiezingen van oktober 2012 kreeg Ceder de zesde plaats op de Dilbeekse N-VA-lijst aangeboden. Over zijn overstap naar de N-VA verklaarde hij dat nog lid blijven van VB een zinloze bezigheid werd. Hij was ook van mening dat iedereen die legaal in ons land verblijft een reële kans moet krijgen om Vlaming te zijn onder de Vlamingen. Ceder onderschreef het streven naar een confederale staat.
Politieke tegenstanders gaven kritiek op Ceders overstap naar de N-VA omdat hij als trouwe partijsoldaat van het VB het controversiële 70-puntenplan onderschreef. Ceder nam daarna publiekelijk afstand van dit 70-puntenplan.
Na de commotie besloot Ceder om zich niet langer kandidaat te stellen voor de gemeenteraadsverkiezingen in Dilbeek, naar eigen zeggen omdat hij weigerde zich te laten gebruiken om de N-VA te beschadigen. Hij bleef wel lid van de partij.